# Sant Pau (restaurant)

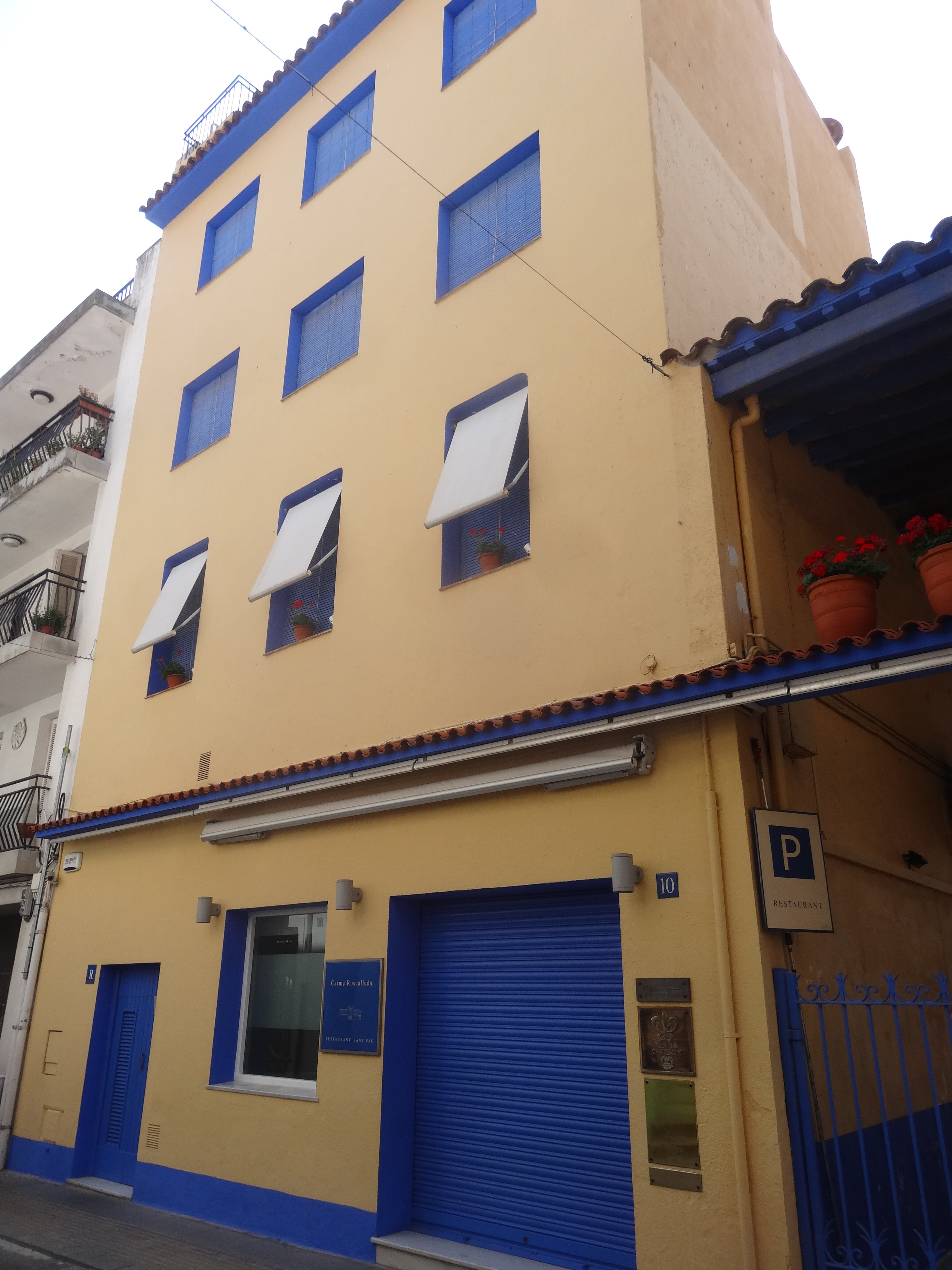
De buitenkant van het restaurant

Sant Pau was een restaurant in Sant Pol de Mar in Catalonië (Spanje). In 2009 werd Sant Pau bekroond met drie Michelinsterren en drie Campsa-Repsolzonnetjes. De chef was Carme Ruscalleda en de gastheer Toni Balam. In 2006 werd een tweede vestiging van Sant Pau geopend in Chuo-ku (Tokio). Dit restaurant heeft twee Michelinsterren.
Ruscalleda sloot het restaurant in oktober 2018.